# Wadim Wladimirowitsch Naumow
Wadim Wladimirowitsch Naumow (russisch Вадим Владимирович Наумов; * 7. April 1969 in Leningrad, Sowjetunion; † 29. Januar 2025 in Washington, D.C., USA) war ein russischer Eiskunstläufer, der im Paarlauf startete.

## Leben
Naumows Eiskunstlaufpartnerin war Jewgenija Schischkowa. Sie wurden von Ljudmila Welikowa trainiert. 1991 wurden Naumow und Schischkowa sowjetische Meister und bestritten ihre erste Welt- und Europameisterschaft. Bei der Europameisterschaft gewannen sie sogleich die Bronzemedaille, die sie auch bei den Europameisterschaften 1992, 1993 und 1995 errangen. 1994 wurden sie Vize-Europameister. Im Zeitraum von 1991 bis 1996 nahmen Naumow und Schischkowa an Weltmeisterschaften teil. 1993 gewannen sie die Bronzemedaille und 1995 die Silbermedaille. Ihren größten Erfolg feierten sie 1994, als sie in Chiba Weltmeister wurden. Das Paar bestritt zwei Olympische Spiele. 1992 in Albertville belegten sie den fünften Platz und 1994 in Lillehammer wurden sie Vierte.
Nachdem Naumow und Schischkowa nicht für die Olympischen Spiele 1998 berücksichtigt worden waren, traten sie vom Amateursport zurück und gingen zu den Profis. Dort wurden sie noch im selben Jahr Weltmeister.
Schischkowa und Naumow waren verheiratet und Eltern eines Sohnes, der 2001 geboren wurde. Sie arbeiteten als Trainer in Simsbury, Connecticut und zuletzt für den Skating Club of Boston in Norwood, Massachusetts. 
Die beiden starben am 29. Januar 2025 auf dem Rückflug von den in Wichita in Kansas stattfindenden US-Eiskunstlauf-Meisterschaften bei der Kollision des Flugzeuges auf dem American-Airlines-Flug 5342 mit einem Militärhubschrauber in der Nähe des Ronald Reagan Washington National Airport bei Washington, D.C.

## Ergebnisse
Paarlauf
(mit Jewgenija Schischkowa)
| Wettbewerb / Jahr           | 1990 | 1991 | 1992 | 1993 | 1994 | 1995 | 1996 | 1997 |
| --------------------------- | ---- | ---- | ---- | ---- | ---- | ---- | ---- | ---- |
| Olympische Winterspiele     |      |      | 5.   |      | 4.   |      |      |      |
| Weltmeisterschaften         |      | 5.   | 5.   | 3.   | 1.   | 2.   | 4.   |      |
| Europameisterschaften       |      | 3.   | 3.   | 3.   | 2.   | 3.   |      | 5.   |
| Sowjetische Meisterschaften |      | 1.   | 2.   |      |      |      |      |      |
| Russische Meisterschaften   |      |      |      | 1.   | 3.   |      | 1.   | 3.   |